# The Presets
The Presets sind ein aus Sydney, Australien stammendes Electro-House-Duo, bestehend aus Julian Hamilton und Kim Moyes. Die Gruppe steht bei der australischen Plattenfirma Modular Recordings unter Vertrag, so wie unter anderem The Avalanches, Cut Copy, die Yeah Yeah Yeahs, Wolfmother und MSTRKRFT. Hamilton und Moyes sind auch Mitglieder der in Sydney ansässigen Instrumentalgruppe Prop.
Ein Remix ihres Songs Are You the One? des französischen DJ Lifelike wurde in Australien für einen BMW-Werbespot verwendet. Zudem wurde die Single My People in einem Werbespot des südkoreanischen Automobilherstellers Hyundai benutzt.

## Geschichte
The Presets veröffentlichten 2003 ihre erste EP Blow Up. Diese wurde relativ bekannt und startete die Karriere der Band. In der Folge erschien 2004 eine zweite EP unter dem Namen Girl and the Sea.
Infolge großartiger Kritiken veröffentlichten die Presets am 20. Mai 2005 ihr Debütalbum Beams, welches sehr gut aufgenommen wurde. Im selben Jahr tourten die beiden auch mit The Dissociatives. Um das Duo weiter zu promoten, kam die Single Are You the One? in die Regale, die weltweit in vielen Clubs gespielt wurde. Darauf folgte eine Tour durch das Vereinigte Königreich und die Vereinigten Staaten. Während sie 2006 in England waren, veröffentlichten Kim und Jules die Singles Down Down Down und I Go Hard, I Go Home. Beide waren allerdings nur im Vereinigten Königreich erhältlich.
Gegen Ende der Tour erschien eine weitere Single, welche nur in Großbritannien erhältlich war, Truth & Lies. Ende 2007 erschien dann die Single My People, welche positive Resonanz erfuhr. Im selben Zeitraum tourten die Presets gemeinsam mit Daft Punk im Rahmen der NeverEverLand-Tour durch Australien. Danach kam ihr zweites Album Apocalypso auf den Markt, das für Monate den 1. Platz im australischen iTunes-Store belegte. Des Weiteren ist der Song Ghosts in der Fußballsimulation FIFA 13 von Electronic Arts zu hören.

## Diskografie

### Alben
- 2005: Beams (AU: Gold)
- 2008: Apocalypso
- 2012: Pacifica
- 2018: Hi Viz

### Kompilationen
- 2006: Resets

### Singles und EPs
- 2003: Beat On / Beat Off
- 2004: Girl and the Sea
- 2005: Are You the One? (AU: Gold)
- 2006: Down Down Down
- 2006: I Go Hard, I Go Home
- 2007: Truth & Lies
- 2007: My People
- 2008: This Boy’s in Love
- 2008: Talk Like That
- 2008: Yippiyo-Ay (AU: Gold)
- 2009: If I Know You (AU: Gold)
- 2009: Kicking and Screaming
- 2012: Youth in Trouble
- 2012: Ghosts (AU: Gold)
- 2012: Promises (AU: Gold)
- 2018: Do What You Want (AU: Gold)
- 2018: Martini (AU: Platin)
- 2019: No Fun (AU: Gold)

### Remixes
- Midnight Juggernauts – Devil Within (2005)
- Paul Mac – It’s Not Me, It’s You (2005)
- Caged Baby – Hello There (2006)
- Lenny Kravitz – Breathe (2006)
- Howling Bells – Low Happening (2007)
- Silverchair – Straight Lines (2007)
- Architecture in Helsinki – Heart It Races (2007)